# John Dreyer
John Louis Emil Dreyer (13. února 1852, Kodaň – 14. září 1926 Oxford) byl dánsko-irský astronom.

## Život
Narodil se jako v Kodani. V roce 1874 ve věku 22 let odcestoval za prací do Irska a pracoval jako asistent Lorda Rosse (syna a následníka Lorda Rosse, který postavil teleskop Leviathan of Parsonstown). V roce 1878 se vydal do observatoře Dunsink a v roce 1882 pak do observatoře Armagh, kde pracoval jako ředitel do roku 1916.

## Dílo
Jeho největším životním dílem bylo sestavení New General Catalogue (seznamu objektů hlubokého vesmíru). Tento katalog se dodnes používá, stejně jako dva jeho dodatky Index Catalogue.
Dreyer byl také historikem astronomie. V roce 1890 publikoval biografii Tycha Braha a později v tom samém roce uspořádal pro tisk Tychovy publikace i nezveřejněnou korespondenci. Dílo o historii astronomie History of the Planetary Systems from Thales to Kepler (1905) je stále poučným uvedením do této vědecké disciplíny. V současnosti je vydáváno pod názvem A History of Astronomy from Thales to Kepler.

## Ocenění
Dreyer získal v roce 1916 zlatou medaili od Královské astronomické společnosti. Jeden z kráterů na Měsíci nese jeho jméno.